# Каптенармус

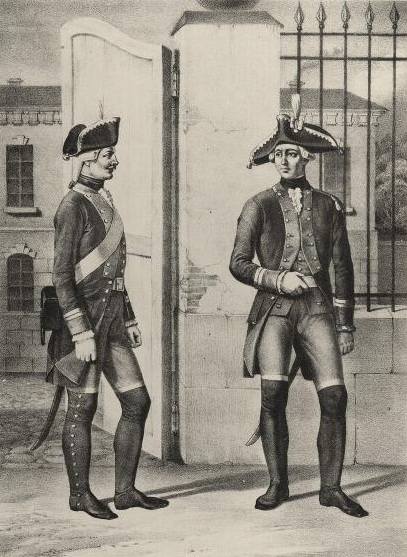
Каптенармус и Подпрапорщик Мушкетёрских рот Пехотного полка с 1763 по 1786 год.

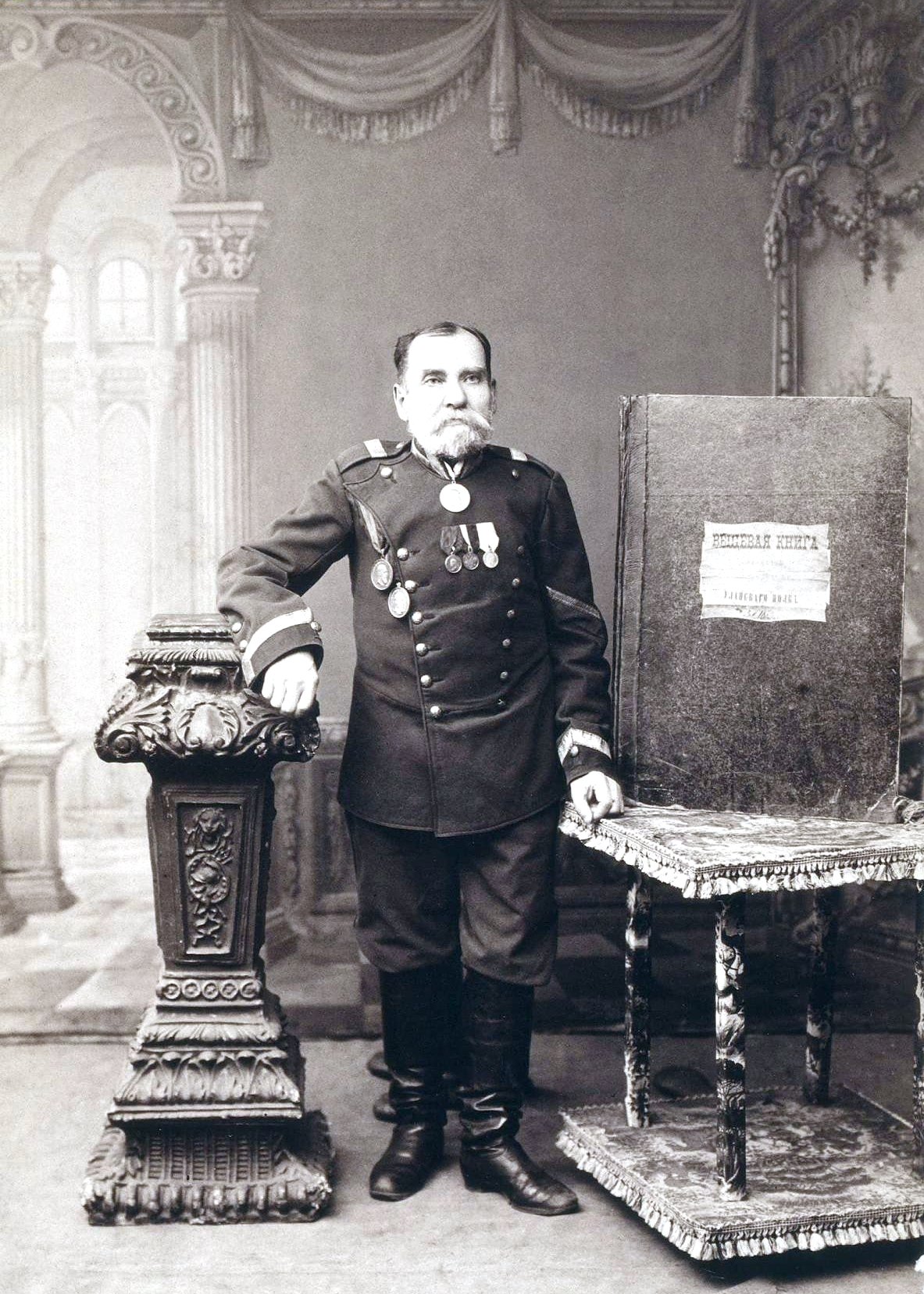
Портрет старшего каптенармуса армейского уланского полка (XIX век).

Каптена́рмус (от капитан-армус — фр. capitaine d'armes) — заведующий оружием и боеприпасами в полку, унтер-офицерский чин, воинское звание и воинская должность в ряде армий и флотов вооружённых сил государств мира, в прошлом и в настоящее время.

## В России и Союзе ССР
В Русской армии чин унтер-офицерский — ниже XIV класса в Табели о рангах: военнослужащий — обычно в роте (батарее, эскадроне) — ведающий учётом, хранением и выдачей военного имущества: провианта, оружия, боеприпасов, обмундирования и военного снаряжения. В Русской армии существовал с конца XVII века по 1917 год, в Красной и Советской Армии ВС Союза ССР — с 1918 года до конца 1950-х годов.
По статусу каптенармус относился к старшим унтер-офицерам. Он имел право наложения взысканий на нижние чины на правах старшего унтер-офицера, помощника командира взвода. В составе русского четырёхбатальонного пехотного полка начала XX века был 21 каптенармус — 17 ротных и 4 полковых (казначейский, квартирмейстерский, оружейный, пулемётной команды).

## В армиях и флотах иностранных государств
В XVII веке существовал аналог каптенармуса в английском флоте (Master-at-arms). Но к XVIII веку его обязанности изменились, а название осталось. Вместо снабжения он стал ведать дисциплиной и исполнением уставов среди нижних чинов. Одновременно он ведал местом заключения под стражу на корабле (brig).
Английский каптенармус послевоенного Королевского флота является приписанным к кораблю членом военной полиции.
Аналогичная должность с тем же названием была учреждена в XVIII веке в американском флоте. С 1980-х годов Master-at-Arms в ВМС США (флот и морская пехота) возглавляет административную боевую часть.